# Номерні знаки Білорусі
Автомобільні номерні знаки Білорусі — номерні знаки, що використовуються для реєстрації автомобілів, мотоциклів, причіпної і спецтехніки на території Республіки Білорусь.

## Історія автомобільних номерів
Автомобільні номери на території нинішньої Білорусі з'явилися ще за часів Російської імперії. У той час не було єдиного стандарту номерних знаків, і кожна губернія видавала номери свого зразка.
З 1931 року, коли Білорусь вже була частиною СРСР, на її території почали видаватися номерні знаки радянського зразка, виділені для Білоруської РСР. До 1946 року були тільки загальнореспубліканські серії, з 1946 року серії виділялися з урахуванням обласного поділу БССР.
У 1941–1944 роках територія Білорусі була окупована німецькими військами, її територія входила до складу трьох різних райхскомісаріатів: Остланд (Західна Білорусь), Україна (південні області) і Московія (східні області). У цей період на території Білорусі видавалися номери, прийняті у відповідному рейхскомісаріаті.
З 1944 до 1992 року в Білорусі знову видавалися радянські номерні знаки.
Реєстраційні знаки незалежної Республіки Білорусь вперше почали видаватися в 1992 році. Знаки складалися з чотирьох цифр і двох літер червоного кольору на білому фоні, між якими розташовувалася кругла емблема червоного кольору, що містила герб «Погоня», що був у той час державним.
В 1996 після зміни державної символіки, була також змінена емблема, на якій розмістили національний орнамент і напис BELARUS.
В 2000 кількість букв в номерних знаках була збільшена до трьох, були змінені номери іноземних громадян.
З 2004 почали видаватися номерні знаки чинного зразка.
Типи, вигляд, розміри автомобільних номерних знаків встановлені в 2004 стандартом СТБ 914-99. При цьому продовжують також використовуватися знаки колишніх зразків.

## Структура реєстраційних знаків

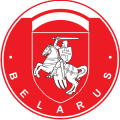
Емблема 1992

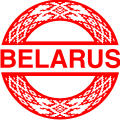
Емблема 1996

Знак являє собою поєднання букв  білоруського алфавіту і  арабських цифр. Дозволяється використовувати тільки 12 букв, загальних для білоруського та латинського алфавітів (А, В, Е, І, К, М, Н, О, Р, С, Т, Х). На всіх типах номерів, за винятком 1а, окремо стоїть цифра в кінці або початку знаку, що є кодом регіону. На номерних знаках також розміщується зображення державного прапора Республіки Білорусь і код країни BY.

## Типи номерних знаків
| Номери зразка 2004 | Номери зразка 2004 |
| --- | --- |
| Для транспортних засобів юридичних та фізичних осіб Республіки Білорусь                                                                                                  | |
| | 1. Передній і задній знаки для легкових автомобілів |
| | 2. Передній і задній знаки для вантажних автомобілів і автобусів |
| | 3. Задній знак для вантажних автомобілів і автобусів |
| | 4. Задній знак для легкових автомобілів, причепів та напівпричепів |
| | 5. Задній знак для автомобільних причепів і напівпричепів |
| | 6. Задній знак для мотоциклів, моторолерів, мотоколясок, мопедів, тощо, А також для причепів і напівпричепів для мотоциклів і моторолерів                                                                            |
| | 7. Задній знак для тракторів, тракторних причепів та напівпричепів |
| Для транспортних засобів дипломатичних та консульських установ в Республіці Білорусь та осіб з дипломатичним статусом                                                    | |
| | 8. Передній і задній знаки для автомобілів і автобусів дипломатичних представництв, представництв міжнародних організацій та їх органів Перші дві цифри позначають країну представництва.                            |
| | 9. Передній і задній знаки для автомобілів і автобусів консульських установ |
| | 10. Задній знак для автомобільних причепів |
| | 11. Задній знак для мотоциклів, моторолерів, тощо. |
| Для транспортних засобів, тимчасово допущених до участі в русі (так звані «транзитні номери» на автомобілях не поставлених на облік в ДАІ за місцем проживання власника) | |
| | 12. Передній і задній знаки. |
| Для транспортних засобів, що використовуються для перевезення пасажирів (таксі та маршрутки)                                                                             | |
| | 13. Передній і задній знаки. |
| Інші номери | |
| | Реєстраційні знаки для транспортних засобів МВС РБ MH — м. Мінськ БН — Брестська область ВТ — Вітебська область ГС — Гомельська область ГК — Гродненська область МО — Мінська область МГ — Могильовська область      |
| | Транзитні реєстраційні знаки для транспортних засобів, що зійшли з конвеєра МАЗа. |
| Номери автомобіля Президента РБ | |
| | Передній та задній знаки. |
| Номери зразка 2000 | |
| | Для транспортних засобів юридичних та фізичних осіб Республіки Білорусь. |
| | CD — для транспортних засобів співробітників дипломатичних установ CC — для транспортних засобів співробітників консульських установ T — для транспортних засобів технічних працівників дипломатичних представництв. |
| | M — для транспортних засобів представництв іноземних банків та компаній K — для транспортних засобів іноземних ЗМІ P — для транспортних засобів іноземних громадян та осіб без громадянства.                         |
| Номери зразка 1992 | |
| | Для транспортних засобів юридичних та фізичних осіб Республіки Білорусь |
| | Для транспортних засобів юридичних та фізичних осіб Республіки Білорусь (з 1996 року) |
| | Для вантажних автомобілів і автобусів, однорядний |
| | Для вантажних автомобілів і автобусів, дворядний |
| | Для автомобільних причепів, однорядний |
| | Для автомобільних причепів (великий, дворядний) та для мотоциклів, тракторів і тракторних причепів (зменшений) |
| | Транзитні номерні знаки: ранній варіант (зверху) та пізніша версія (знизу) |
| | Для транспортних засобів іноземних громадян і компаній |
| | Для транспортних засобів Міністерства оборони РБ |
| | Для транспортних засобів Держкомітету прикордонних військ РБ |

## Коди регіонів на реєстраційних знаках

### Коди на цивільних номерах
| Регіон               | 2004 | 2000       | 1992                     | до 1992 |
| -------------------- | ---- | ---------- | ------------------------ | ------- |
| Берестейська область | 1    | A          | A IA, IB, IC, IE, IH, II | БН      |
| Вітебська область    | 2    | B          | B IK, IM, IO, IT, IX     | ВТ      |
| Гомельська область   | 3    | E          | E H                      | ГС      |
| Гродненська область  | 4    | C          | C XA, XB, XC, XE, XH, XI | ГК      |
| Мінська область      | 5    | O          | O P                      | МБ      |
| Могильовська область | 6    | T          | T XM, XO, XP, XT, XX     | МГ      |
| м. Мінськ            | 7    | M AAX, EAK | M K HK, IP, РІ, PH, XK   | МІ      |

З 2007 використовується також код регіону 0, що позначає приналежність транспортного засобу Міністерству оборони, Державному прикордонному комітету або внутрішнім військам МВС.
З 2010 року на транзитних номерах почали використовувати код регіону 8. Цей код використовується тільки в Мінську і в основному на автотранспорті, виробленому Мінським автомобільним заводом. До цього МАЗ мав ексклюзивне право видавати транзитні номерні знаки власного зразка.

### Коди на дипломатичних номерах
На дипломатичних номерних знаках, а також на знаках зразка 2000 року для іноземних ЗМІ (К) та іноземних компаній (М), перші дві цифри позначають країну представництва.
| Код    | Країна або організація                      |
| ------ | ------------------------------------------- |
| 01, 66 | Виконком СНД                                |
| 02     | Вірменія                                    |
| 03     | Бразилія                                    |
| 04     | Болгарія                                    |
| 05     | Велика Британія                             |
| 06     | Угорщина                                    |
| 07, 67 | Німеччина                                   |
| 08     | Грузія                                      |
| 09     | Ізраїль                                     |
| 10     | Індія                                       |
| 11     | Ірак                                        |
| 12     | Іран                                        |
| 13     | Італія                                      |
| 14, 83 | Казахстан                                   |
| 15     | КНР                                         |
| 16     | Північна Корея                              |
| 17     | Куба                                        |
| 18     | Киргизстан                                  |
| 19     | Латвія                                      |
| 20, 71 | Лівія                                       |
| 21     | Литва                                       |
| 22     | Молдова                                     |
| 23     | Непал                                       |
| 24     | Нідерланди                                  |
| 25     | Південна Корея                              |
| 26     | Польща                                      |
| 27, 68 | Росія                                       |
| 28     | Румунія                                     |
| 29     | Ватикан                                     |
| 30     | Словаччина                                  |
| 31, 69 | США                                         |
| 32     | Таджикистан                                 |
| 33     | Туркменістан                                |
| 34     | Туреччина                                   |
| 35     | Україна                                     |
| 36     | Франція                                     |
| 37     | Чехія                                       |
| 38     | Швейцарія                                   |
| 39, 48 | Швеція                                      |
| 40     | Естонія                                     |
| 41     | Сербія                                      |
| 42     | Японія                                      |
| 43     | Міжнародний науково-технічний центр         |
| 44     | Економічний суд СНД                         |
| 45     | МЗС. Управління справами Президента         |
| 46     | Палестина                                   |
| 47     | Азербайджан                                 |
| 49     | В'єтнам                                     |
| 50     | Мальта                                      |
| 51     | ООН                                         |
| 52     | Світовий банк                               |
| 53     | Європейський банк реконструкції та розвитку |
| 54     | ОБСЄ                                        |
| 55     | Міжнародний комітет Червоного Хреста        |
| 56     | Міжнародна організація з міграції           |
| 57     | Міжнародний фінансовий комітет              |
| 58     | Міжнародний валютний фонд                   |
| 59     | Європейський Союз                           |
| 60     | Сирія                                       |
| 61     | Венесуела                                   |
| 62     | ОАЕ                                         |
| 63     | Шрі-Ланка                                   |
| 64     | Монголія                                    |
| 65     | Бельгія                                     |
| 70     | Кіпр                                        |
| 72     | Ісландія                                    |
| 73     | Уругвай                                     |
| 74     | Оман                                        |
| 75     | Південно-Африканська Республіка             |
| 76     | Перу                                        |
| 77     | Бахрейн                                     |
| 78     | ЮНІСЕФ                                      |
| 79     | Домініканська Республіка                    |
| 80     | Північна Македонія                          |
| 81     | Австрія                                     |
| 82     | Фінляндія                                   |
| 84     | Євразійський банк розвитку                  |
| 85     | Хорватія                                    |
| 86     | Іспанія                                     |

### Коди на номерах іноземних громадян
На номерах зразка 2000 року для іноземних громадян (Р) перша цифра позначала регіон реєстрації громадянина. Цифра не збігається ні з радянською обласною, ні з сучасною нумерацією регіонів.
| 0,1,2 | Мінськ               |
| 3     | Берестейська область |
| 4     | Вітебська область    |
| 5     | Гомельська область   |
| 6,7   | Гродненська область  |
| 8     | Мінська область      |
| 9     | Могильовська область |